# Detektor lawinowy

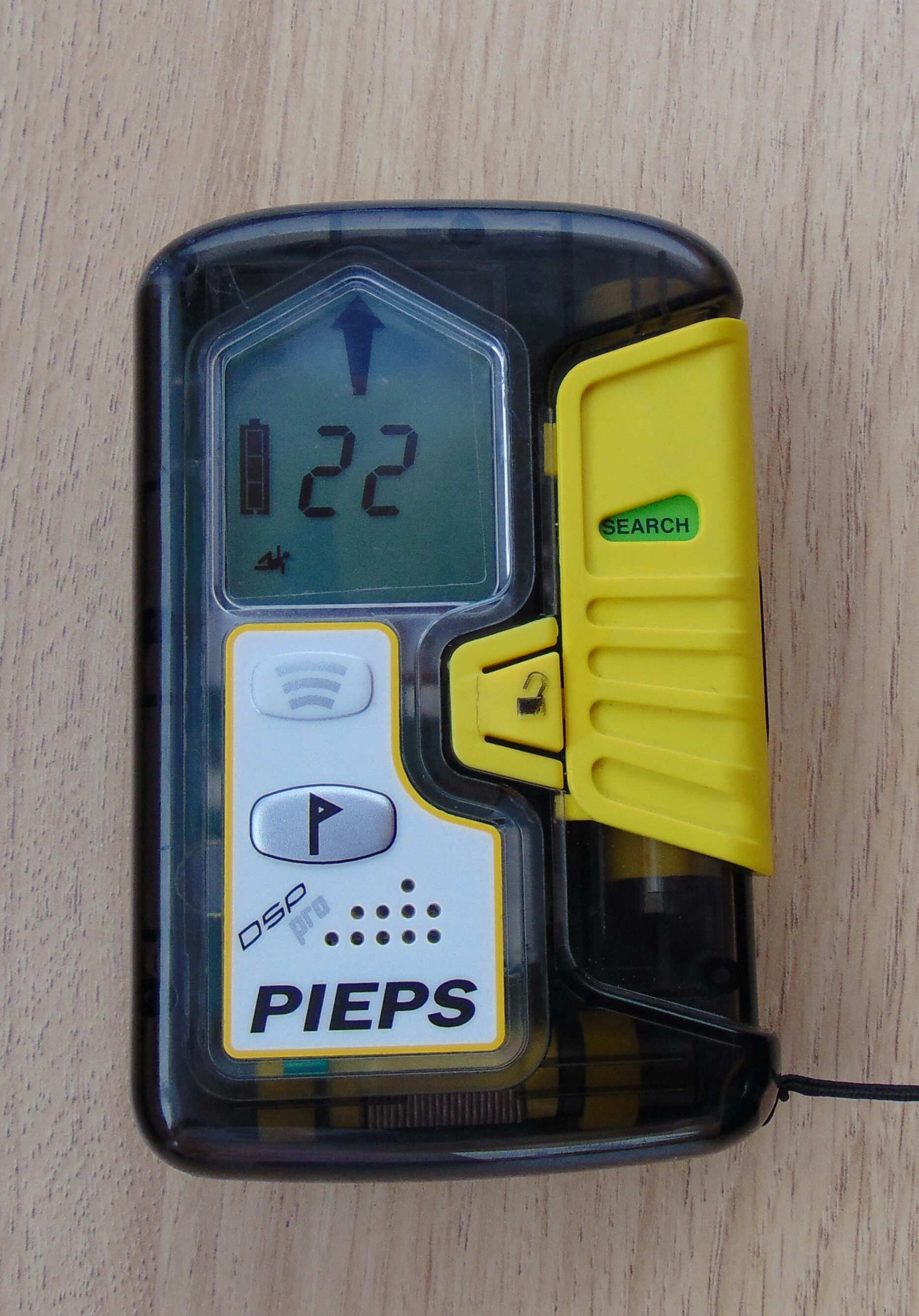
Detektor lawinowy w trybie poszukiwania

Detektor lawinowy – urządzenie elektroniczne służące do szybkiego lokalizowania zasypanych pod śniegiem (lawiną) osób. Detektor może pracować w trybie nadawania lub odbioru.
Urządzenie powinno być noszone w terenie zagrożonym lawinami przez: narciarzy,  turystów, uczestników zespołu wspinaczki górskiej. Urządzenie powinno być włączone i nastawione na nadawanie sygnału lokalizacyjnego. W tym trybie emituje ono co ok. 1 sekundę krótki impuls elektromagnetyczny na częstotliwości 457 kHz. Jeśli jeden z turystów zostanie porwany przez lawinę i przysypany śniegiem, ratownicy lub inni posiadacze detektorów przestawiają swoje urządzenia na odbiór i w tym trybie detektor wskazuje odległość i kierunek do nadającego sygnał urządzenia i osób zasypanych pod śniegiem, umożliwiając odnalezienie i wydobycie ze śniegu ofiar lawiny.
Potocznie detektor lawinowy jest określany jako Pieps, nazwa pochodzi od austriackiej firmy, która jest jednym z producentów takich urządzeń.
Inni producenci detektorów lawinowych to: Ortovox, Mammut i Backcountry Access.
Obecnie urządzenia produkowane przez różnych producentów, jednak są ze sobą w pełni kompatybilne.